# 當代美術館 (斯德哥爾摩)

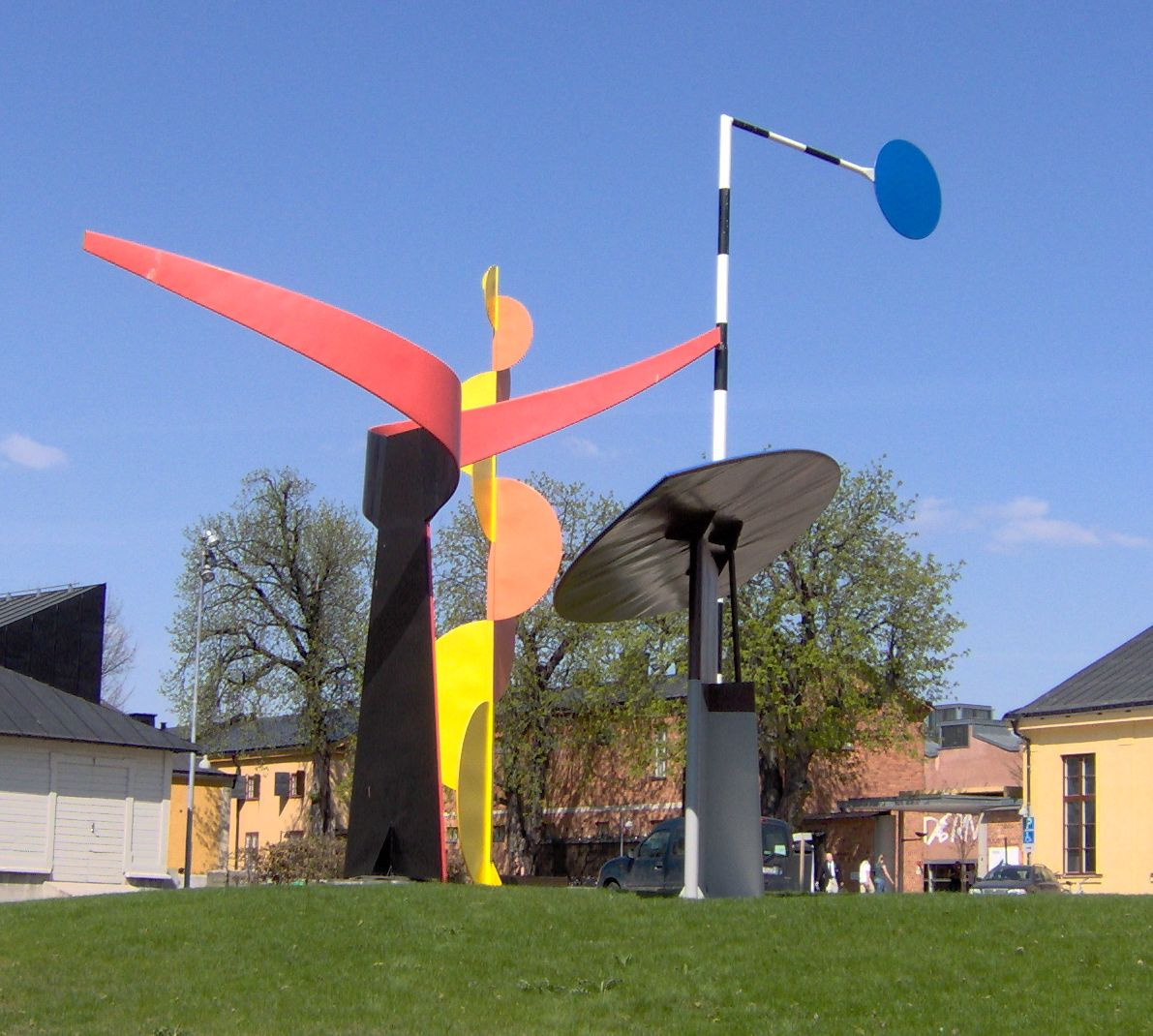
亞歷山大·卡爾德的雕塑「四大元素」（1961），位於美術館正門

當代美術館（瑞典語：Moderna museet）是瑞典斯德哥爾摩船島上的一間博物館，鄰近東亞博物館。美術館收藏瑞典、北歐和國際間20世紀至今的當代藝術品，包括巴勃羅·畢卡索和薩爾瓦多·達利的作品。當代美術館於1958年成立，首任主管為Pontus Hultén。2009年12月，當代美術館在馬爾默開設分館。

## 外部連結
- 斯德哥爾摩當代美術館 （页面存档备份，存于）